# Vítězslav Hálek
Vítězslav Hálek, född 5 april 1835 i Dolínek u Mělníka, död 8 oktober 1874 i Prag, var en författare, poet, kritiker, journalist och representant för den litterära gruppen Maj. Tillsammans med Jan Neruda brukar han ibland anses vara grundaren för den moderna Tjeckiska poesin.
Hálek växte upp i Dolínek u Mělníka som ligger cirka 20 km norr om Prag. Hans fars största önskan var att sonen blev präst. Hálek ville trots sin fars önskan istället studera på filosofiska fakulteten i Prag. Samtidigt som Hálek studerade där jobbade han också som informator i en rik familj för att tjäna lite extra pengar.
Hálek skriver ofta väldigt kärleksfulla dikter vilket man tror beror på att han upplevde kärleken till sin kvinna väldigt starkt. Först efter att ha känt varandra och varit kära i tio år gifte han sig med henne och behövde inte längre bekymra sig över existentiella frågor. Han jobbade på redaktionen för olika tidningar och publicerade artiklar som handlade om litteratur och teater.
Háleks texter handlar ofta om förhållandena på landsbygden och om hur gamla traditioner och vanor möter den moderna världen i stan. Hálek hade inte som syfte att kritisera landsbygden utan att istället visa alternativ och möjligheter för människorna. Han var en romantiker vars texter hade stark koppling till naturen och människorna. 
Efter hans bortgång 1874 fick hans verk kritik. Först på nittonhundratalets första hälft ändrades åsikterna om Hálek och han blev igen mycket omtyckt.

### Poesi
- Alfred (1858)
- Večerní písně
- V přírodě
- Pohádky z naší vesnice (1874)
- Krásná Leila

### Teaterpjäser
- Carevič Alexej
- Záviš z Falkenštejna
- Král Rudolf
- Král Vukašín (1862)
- Amnon a Tamar

### Prosa
- Muzikantská Liduška (1861)
- Kovářovic Kačenka
- Jiřík
- Muzikant
- Převozník
- Náš dědeček
- Na vejminku
- Na statku a v chaloupce (1871)
- Domácí učitel
- U panských dveří
- Pod pustým kopcem
- Pod dutým stromem
- Mladá vdova a starý mládenec
- Kterak se pan Suchý rozhněval na svět
- Komediant
- Poldík rumař (1873)